# Сел ан Басињи
Сел ан Басињи (фр. Celles-en-Bassigny) је насеље и општина у североисточној Француској у региону Шампањ-Арден, у департману Горња Марна која припада префектури Лангр.
По подацима из 2011. године у општини је живело 75 становника, а густина насељености је износила 8,41 становника/km². Општина се простире на површини од 8,92 km². Налази се на средњој надморској висини од 330 метара.

## Демографија
| 1962. | 1968. | 1975. | 1982. | 1990. | 1999. | 2011. |
| ----- | ----- | ----- | ----- | ----- | ----- | ----- |
| 102   | 108   | 91    | 83    | 84    | 81    | 75    |

График промене броја становника у току последњих година